# Vanness Wu
 (octobre 2021).
La mise en forme du texte ne suit pas les recommandations de Wikipédia : il faut le « wikifier ».
Les points d'amélioration suivants sont les cas les plus fréquents. Le détail des points à revoir est peut-être précisé sur la page de discussion.
- Les titres sont pré-formatés par le logiciel. Ils ne sont ni en capitales, ni en gras.
- Le texte ne doit pas être écrit en capitales (les noms de famille non plus), ni en gras, ni en italique, ni en « petit »…
- Le gras n'est utilisé que pour surligner le titre de l'article dans l'introduction, une seule fois.
- L'italique est rarement utilisé : mots en langue étrangère, titres d'œuvres, noms de bateaux, etc.
- Les citations ne sont pas en italique mais en corps de texte normal. Elles sont entourées par des guillemets français : « et ».
- Les listes à puces sont à éviter, des paragraphes rédigés étant largement préférés. Les tableaux sont à réserver à la présentation de données structurées (résultats, etc.).
- Les appels de note de bas de page (petits chiffres en exposant, introduits par l'outil «  Source ») sont à placer entre la fin de phrase et le point final[comme ça].
- Les liens internes (vers d'autres articles de Wikipédia) sont à choisir avec parcimonie. Créez des liens vers des articles approfondissant le sujet. Les termes génériques sans rapport avec le sujet sont à éviter, ainsi que les répétitions de liens vers un même terme.
- Les liens externes sont à placer uniquement dans une section « Liens externes », à la fin de l'article. Ces liens sont à choisir avec parcimonie suivant les règles définies. Si un lien sert de source à l'article, son insertion dans le texte est à faire par les notes de bas de page.
- La présentation des références doit suivre les conventions bibliographiques. Il est recommandé d'utiliser les modèles {{Ouvrage}}, {{Chapitre}}, {{Article}}, {{Lien web}} et/ou {{Bibliographie}}. Le mode d'édition visuel peut mettre en forme automatiquement les références.
- Insérer une infobox (cadre d'informations à droite) n'est pas obligatoire pour parachever la mise en page.

Pour une aide détaillée, merci de consulter Aide:Wikification.
Si vous pensez que ces points ont été résolus, vous pouvez retirer ce bandeau et améliorer la mise en forme d'un autre article.
Vanness Wu (ch. trad. : 海派甜心 ; ch. simp. : 吴建豪 ; py : Wú Jiànháo), né le 7 août 1978 à Santa Monica, est un acteur et chanteur américain d'origine taïwanaise.

## Biographie

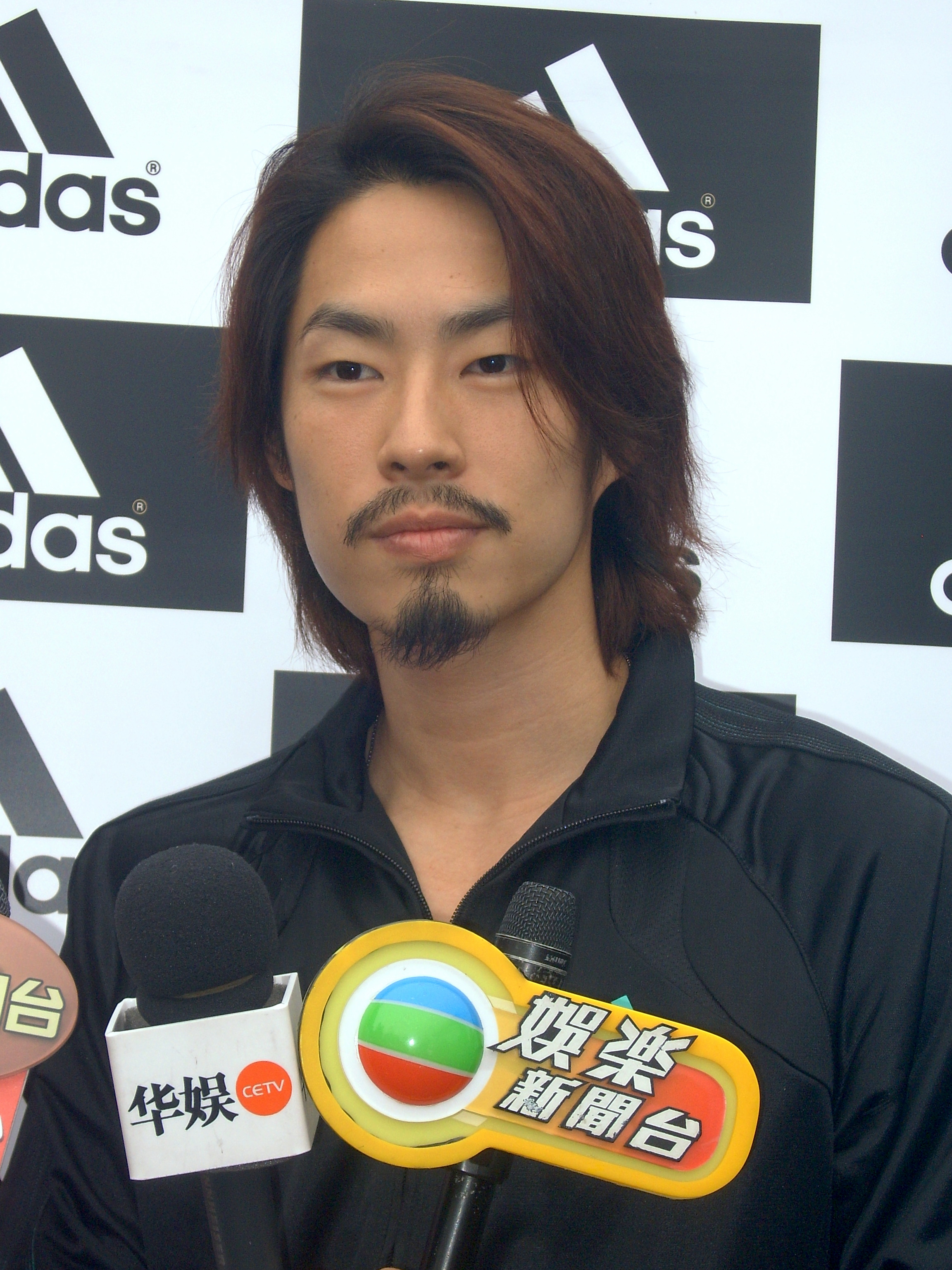
Vanness Wu en 2008.

## Discographie
- 2002 : Body Will Sing (身體會唱歌)
- 2007 : V.DUBB
- 2008 : In Between
- 2010 : Reflections
- 2011 : V
- 2011 : C'est La V
- 2013 : Different Man
- 2016 : #MWHYB
- 2018 : Summertime love （single)
- 2021 : Sinner (single)

## Filmographie

### Dramas
- Meteor Garden (2001)
- Meteor Rain (2001)
- Meteor Garden II (2002)
- Peach Girl (2002)
- Come to My Place (2002)
- Say Yes Enterprise (2008)
- Wish to See You Again (2008)
- Autumn's Concerto (2009)
- Year of the Rain (2010)
- Material Queen (2011)
- Ti Amo Chocolate (2012)
- Stars in Danger: The High Dive (2013)
- Asia's Got Talent (2015)
- The Amazing Race China 3 (2016)
- The Princess Weiyoung (2016)
- If love (2018)

### Films
- Star Runner (2003)
- Dragon Squad (2004)
- Kung Fu Fighter (2007)
- Les Trois Royaumes : La Résurrection du Dragon (2008)
- LaMB (2009)
- Kung Fu Chefs (2009)
- The Haunting Lover (2010)
- 1040 Movie (2010)
- The Road Less Travelled (2011)
- Baseballove (2012)
- Machi Action (2013)
- Girls (2014)
- Dragon Blade (2015)
- Monk Comes Down the Mountain (2015)
- Lulu The Movie (2016)
- A-Choo (2017)
- Ip Man 4 (2019)
- Undercover Punch and Gun (2019)

## Publicités
- MP3 Recorder Walkman
- Siemens 2118
- Legend Computers (Chine)
- Mingle Shoes (Chine)
- Lu Piao Shampoo (Chine)
- Samuel & Kevin
- Bicowave & Bicogirl
- Pepsi - 2002-2005 (Taïwan, Hong Kong et Chine)
- Yamaha - 2003 (Asie du Sud Est)